# Slag bij Arginusae
De Slag bij Arginusae was een zeeslag die plaatsvond in 406 v.Chr. tijdens de Peloponnesische Oorlog bij de Arginusae, ten oosten van Lesbos. Een Atheense vloot onder leiding van acht strategen versloeg een Spartaanse vloot onder leiding van Callicratidas. De slag werd voorafgegaan door een Spartaanse overwinning bij Notium. Door deze overwinning konden de Spartanen een atheense vloot onder Conon blokkeren bij Mytilene. Om Conon te kunnen laten ontsnappen verzamelden de Atheners zo snel mogelijk een vloot die vooral bestond uit pasgebouwde schepen en onervaren bemanningsleden. Deze onervaren vloot was dus tactisch de ondergeschikte van de Spartaanse vloot, maar zijn admiraals konden dit probleem tenietdoen door een nieuwe, onorthodoxe tactiek. Dankzij deze tactiek konden de Atheners een grote maar onverwachte overwinning behalen. Aan de slaven en metoiken die mee hadden gestreden in deze slag werd het burgerschap toegekend.
Het nieuws van de overwinning bereikte Athene op het jubileum van hun democratie, maar hun vreugde werd getemperd, omdat een storm ervoor zorgde dat de overlevers van de 25 schepen die gezonken of beschadigd waren tijdens de slag alsnog verdronken. De Atheners waren woedend en gaven de generaals de schuld, en zes van de acht generaals die de vloot hadden geleid werden geëxecuteerd.
Ondertussen stonden in Sparta de traditionalisten die Callicratidas hadden gesteund, nu nog meer achter vrede met Athene, omdat ze wisten dat het voortzetten van de oorlog zou leiden tot het hogerop komen van hun tegenstander Lysander. Deze partij kreeg de overhand en er werd een delegatie naar Athene gestuurd om een vredesvoorstel te brengen, maar de Atheners weigerden en Lysander vertrok naar de Egeïsche Zee om de leiding van de vloot op te nemen voor de rest van de oorlog, die een jaar later zou beslist worden, door een beslissende overwinning bij Aegospotamoi.

## Achtergrond

### Callicratidas en Conon
In 406 v.Chr. werd Callicratidas aangeduid als navarch van de Spartaanse vloot, waarmee hij Lysander verving. Callicratidas was een traditionalistische Spartaan; hij wantrouwde de Perzische invloed en weigerde om hulp te vragen aan de Perzische prins Cyrus, die een sterke bondgenoot van Lysander was geweest. Callicratidas werd dus gedwongen om alle hulp die hij nodig had om een vloot te onderhouden te halen bij Sparta's bondgenoten in de regio. Hij kon een vloot van 140 triremen verzamelen. Ondertussen werd Conon, de commandant van de Atheense vloot bij Samos, geconfronteerd met problemen met het moraal van zijn mariniers. Deze waren boos omdat ze, met slechts het aantal mannen om 70 schepen te bemannen, meer dan 100 schepen moesten bemannen.
Callicratidas zeilde naar Methymna op Lesbos, nadat hij zijn vloot had verzameld en belegerde en bestormde deze stad. Vanuit Methymna kon Callicratidas mogelijk de rest van Lesbos veroveren, wat de weg zou vrijmaken om naar de Hellespont te gaan, waardoor hij zo de cruciale graantoevoer van Athene in gevaar zou brengen. Conon werd gedwongen om 
met zijn kleinere vloot naar Lesbos te zeilen. Maar toen Callicratidas hem aanviel met een vloot die ondertussen gegroeid was naar 170 schepen, moest Conon vluchten naar Mytilene, waar hij werd belegerd na een schermutseling in de haven. Conon kon zich niet verweren tegen het enorme leger dat hem omringde, en hij kon slechts met veel geluk een boodschapper naar Athene zenden om te vertellen over zijn penibele situatie.

### De ontzettingsmacht
Nadat de boodschapper Athene had bereikt met nieuws over de situatie waarin Conon zich bevond, verspilden de machthebbers geen tijd met het zorgvuldig maken en bemannen van de nieuwe vloot. De gouden standbeelden van Nikè werden gesmolten om de bouw van de schepen te financieren, en slaven en metoiken werden aangesteld als de bemanningsleden. De Atheners wilden zelfs het burgerschap geven aan duizenden slaven die in de vloot zouden willen roeien. Nadat ze vertrokken waren uit Athene kwamen er ook nog schepen van bondgenoten bij, waardoor het totale aantal op 150 schepen kwam toen ze Samos bereikten. De vloot stond onder leiding van acht generaals: Aristocrates, Aristogenes, Diomedon, Erasinides, Lysias, Perikles, Protomachus en Thrasyllus.
Nadat ze Samos hadden verlaten, zeilden de Atheners naar Arginusae, tegenover Kaap Malea op Lesbos, waar ze de nacht doorbrachten. Callicratidas, die over de manoeuvres van de Atheners had gehoord, wilde hen aanvallen in de nacht, maar werd hiervan afgehouden door een storm.

## De slag
Bij zonsopkomst van de volgende dag leidde Callicratidas zijn vloot om de Atheners aan te vallen. Hij had 140 schepen tegenover de 150 van de Atheners, omdat hij er 50 had achtergelaten bij Mytilene om Conon te blijven blokkeren. Voor de eerste keer in de oorlog hadden de Spartanen een vloot met meer ervaren triërarchen en bemanningsleden, omdat de beste bemanningsleden van de Atheners bij Conon waren. Om dit voordeel voor de Spartanen teniet te doen, pasten de Atheners een nieuwe, innovatieve strategie toe. Ten eerste werd de vloot opgedeeld in acht delen, elk onder leiding van een generaal. Ten tweede werd de traditionele enkele lijn vervangen door een dubbele lijn om zo een diekplous te voorkomen. Dit was een tactiek waarbij een schip tussen twee vijandige schepen voer en zich opeens wendde om zo de onbeschermde flank van een van die schepen te rammen. Een dubbele lijn zou dit echter veranderen in een zelfmoordactie. Voor de middelste linie was dit niet nodig, omdat er een eiland achter hen lag dat deze tactiek zo ook onmogelijk maakte. 

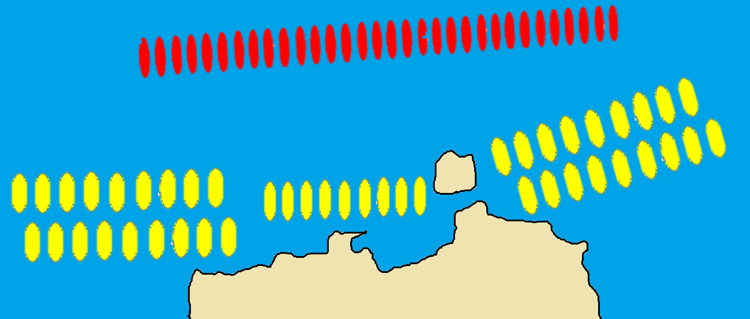
De Atheners (geel) gebruikten een erg ongewone tactiek waarmee ze een diekplous voorkwamen

Toen de Atheners vooruit gingen, verlengden ze hun linkerflank, waarmee ze zo de Spartanen probeerden te omsingelen. De grotere Atheense aantallen, gecombineerd met de gebruikte tactieken, creëerden een gevaarlijke situatie voor de Spartanen, en Callicratidas' stuurman raadde hem aan om zich terug te trekken, maar de navarch negeerde dit advies en viel aan nadat hij zijn vloot in tweeën had verdeeld om de omsingeling te voorkomen. Nadat het gevecht al een tijdje had gewoed, sneuvelde Callicratidas. Omdat hij de Spartaanse rechterflank leidde, verzwakte hun tegenstand wegens de dood van hun leider. De linkerflank hield nog even stand, maar sloeg even later ook op de vlucht, samen met de rechterflank. De Spartanen verloren ongeveer 70 schepen, de Atheners 25.

## Nasleep
De Atheense generaals moesten nu beslissen wat ze zouden doen. Conon was nog steeds geblokkeerd bij Mytilene door 50 Spartaanse schepen en een snelle actie zou ze volledig kunnen vernietigen. Maar er waren ook nog de overlevenden van de 25 gezonken of beschadigde Atheense schepen, die zich drijvende hielden met stukken wrakhout. Om beide problemen op te lossen zeilden de generaals met het grootste deel van hun vloot naar Mytilene terwijl ze een ander deel onder leiding van Thrasybulus en Theramenes bevalen om de overlevenden te redden. Beide acties werden echter tegengehouden door een storm die plotseling opstak, waardoor de Spartaanse vloot kon ontsnappen en de drenkelingen verdronken.

### Proces van de generaals
In Athene werd de vreugde van de onverwachte overwinning snel vervangen door een bittere strijd over wie verantwoordelijk was voor het mislukken van de redding van de overlevenden. Toen de generaals hierover iets vernamen, beschuldigden ze Thrasybulus en Theramenes, die al waren teruggekeerd naar de stad. Zij konden echter een goed antwoord hierop bieden en zo werd de woede van de Atheners nu gericht op de generaals. Deze werden ontheven van het generaalschap en werden verplicht om naar Athene te gaan, maar twee van de acht generaals, Aristogenes en Protomachus, vluchtten. Toen de andere zes aankwamen, werden ze gevangengenomen en een van hen, Erasinides, werd voor het gerecht gebracht en hij werd het zwaarst beschuldigd, omdat hij had voorgesteld om de drenkelingen achter te laten.
De vraag over hoe de generaals hadden geprobeerd om de drenkelingen te redden werd nu voorgebracht. Op de eerste dag van het debat konden de generaals de sympathie van de menigte winnen door de schuld volledig op de storm te plaatsen. Jammer genoeg voor hen werd deze dag gevolgd door het festival van de Apaturia, waarop families samenkwamen; op dat moment woog de afwezigheid van de verdronken mannen bij Arginusae heel zwaar, en de generaals werden op het volgende debat weer zwaar aangepakt. Een politicus genaamd Callixeinus stelde voor dat de generaals schuldig zouden moeten bevonden worden en zonder volgend debat moesten worden terechtgesteld. Euryptolemus, een neef van Alcibiades, en veel anderen waren hier echter tegen omdat het tegen de wet zou zijn, maar ze zeiden verder niets meer nadat een andere politicus dezelfde straf vroeg. Nu deze motie geen tegenstand meer kreeg, zou er nu over gestemd worden.
De motie werd voorgedragen en alle generaals werden schuldig bevonden en geëxecuteerd. De Atheners hadden echter al snel spijt van deze beslissing en er werden aanklachten ingediend tegen de aanspoorders van de executies. Deze mannen konden ontsnappen voor deze zaak voor het gerecht werd gebracht, maar Callixeinus keerde enkele jaren later terug naar Athene. Maar werd veracht door zijn medeburgers en stierf door uithongering.

### Vredesvoorstel
In Sparta werd de slag bij Arginusae toegevoegd aan de lange lijst van tegenslagen sinds de oorlog zich had beginnen concentreren in de Egeïsche Zee in 412 v.Chr. De vloot, nu gestationeerd bij Chios, was in slechte conditie, en aanhangers van Callicratidas waren niet tevreden dat zijn rivaal Lysander weer machtig zou worden als de oorlog zou blijven aanslepen (Sparta's bondgenoten vroegen om zijn terugkeer). De Spartanen zonden een ambassade naar Athene, om vrede aan te bieden, waarbij ze het Spartaanse fort bij Decelea zouden overgeven. Dit voorstel werd echter afgewezen op aandringen van Cleophon. De oorlog bleef duren, maar de beslissing van Athene bleek zware gevolgen te hebben toen Lysander een jaar later de Atheense vloot beslissend versloeg bij Aegospotamoi. Twee jaar na de grote overwinning bij Arginusae gaf de stad zich over en haar muren werden neergehaald.